# Barun Roy
Pour les articles homonymes, voir Roy.
Barun Roy (né le 4 novembre 1977) est un écrivain indien prolifique et un journaliste, qui  fait ses études à Darjeeling et à Chennai. Le premier livre rédigé par Roy est Portraits of Life (Portraits de Vie), une collection de nouvelles. 'Nafisha', la première histoire dans ce livre a inspiré plus tard une superproduction de Bollywood Yahaan. il a aussi écrit Beginners Guide to Journalism, Slim and Smart Body, Vedas, Revisited qui sont des bestsellers. Journaliste dévoué, Roy a assuré les fonctions d'éditeur de Beacon pendant de nombreuses années.